# Muzeum w Łomnej Dolnej
Muzeum w Łomnej Dolnej - replika szkoły miejscowej pochodzącej z 1852 roku, służącej również jako muzeum szkolnictwa w Łomnej Dolnej.

## Wystawa
W muzeum znajduje się stała ekspozycja o narodowym rezerwacie przyrody Mionší. We współpracy ze Skansenem w Rožnowie pod Radhoštěm, odtworzono w środku replikę XIX-wiecznej klasy szkolnej. Muzeum prezentuje dziedzictwo historyczne wsi Łomna, w tym kroniki, albumy ze zdjęciami, nagrania starszych mieszkańców i oryginalne eksponaty.  Przed muzeum wybudowano arboretum w celu przybliżenia zwiedzającym gatunków roślin, zwłaszcza drzew, które można spotkać nie tylko w Mionší, ale również w okolicy.

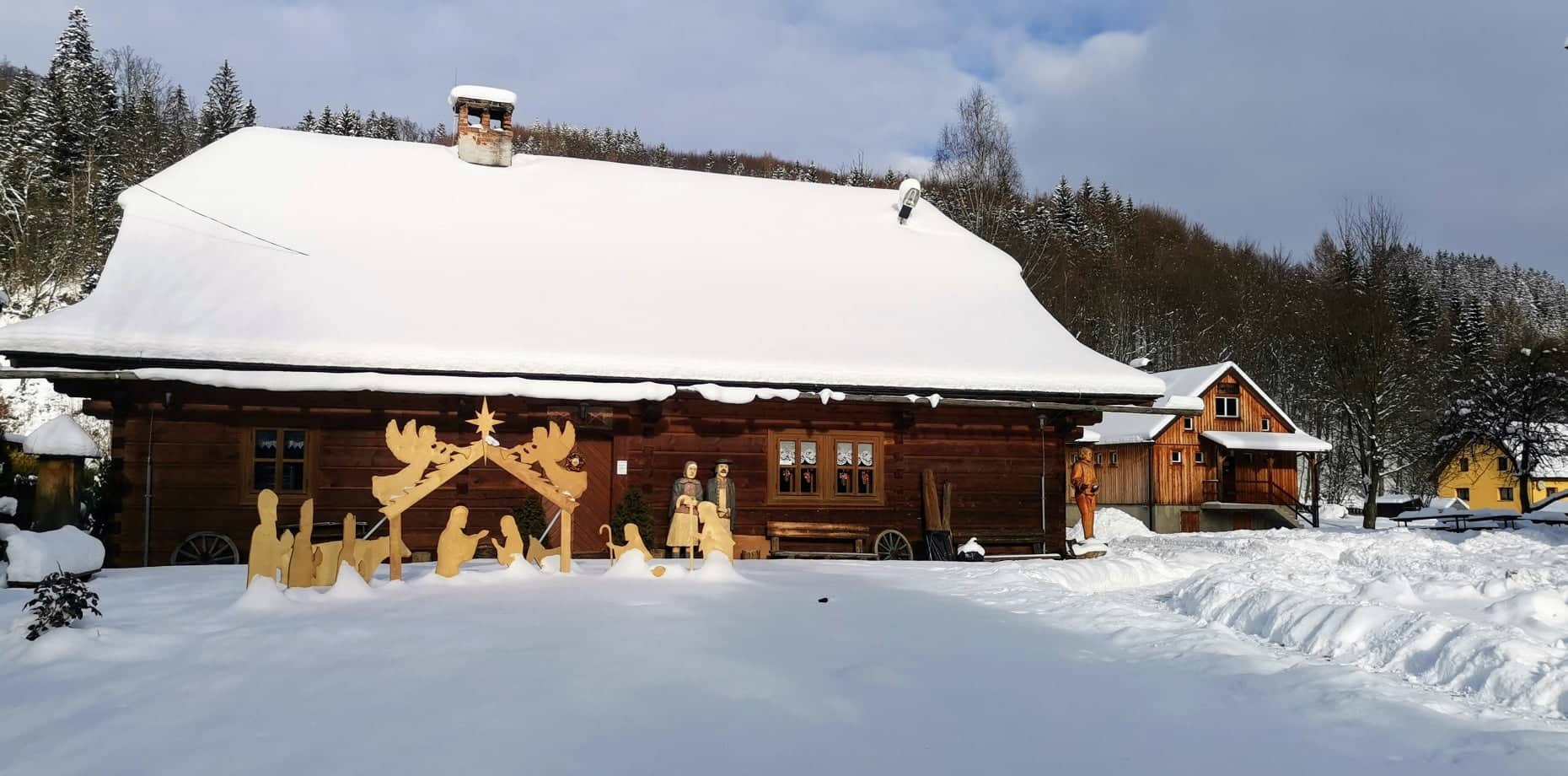
Muzeum w czasie zimy

## Historia

### Historia muzeum
Muzeum w Dolnej Łomnej zostało otwarte w 2006 roku. Umiejscowiono je  obok współczesnego budynku szkolnego. Oryginał tego budynku został przeniesiony w 1974 r. do depozytu Skansenu w Rožnowie pod Radhoštěm. W tym miejscu zbudowano replikę zgodnie z oryginalną dokumentacją.
Każdego roku gmina wraz z muzeum organizuje wyścig woźniców (Vozatajské závody), jesienne targi, wystawy wielkanocne i świąteczne, wystawy bożonarodzeniowe i historyczne fotografie.

### Historia polskiego szkolnictwa w Dolnej Łomnej
Historia szkolnictwa w Dolinie Łomnej sięga roku 1830, kiedy rozpoczęła działalność pierwsza szkoła w prywatnym budynku, nieprzystosowanym do takiej działalności.
Szkoła w Łomnej Dolnej
W roku 1852 gmina wybudowała własny obiekt, który był umiejscowiony na Matyszczynej Łące. Był to budynek drewniany, w którym znajdowała się jedna klasa oraz pomieszczenie dla nauczyciela. Obecnie można go oglądać w skansenie w Rożnowie, dokąd został przewieziony w 1974 roku.
Szkoła pod Dzwonem
Szkoła pod Dzwonem została wybudowana w latach 1874-1875, już jako budynek murowany z wieżyczką, gdzie umiejscowiony był dzwon, spełniający rolę zegara i syreny alarmowej zarazem. Stąd wzięła się nazwa: Szkołą pod Dzwonem. W czasie drugiej wojny światowej stacjonowali tu niemieccy żołnierze. Doprowadziło to do wielu zniszczeń i dewastacji. Gdy szkoła działała, uczono w niej po polsku.        
Kolejne remonty pozwalały na pełne wykorzystanie budynku. Ostatni remont miał miejsce w roku 2006 i najbardziej upodobnił budynek do jego pierwotnego wyglądu. Obecnie łomniańska szkoła jest filią Szkoły Podstawowej im. H. Sienkiewicza w Jabłonkowie.  
Szkoła na Kamienitym
Szkoła na Kamienitym to druga dolnołomniańska szkoła. Wybudowana została w 1934 roku, w czasach Pierwszej Republiki. W czasie okupacji szkołę zamknięto. Po II wojnie światowej (w 1954 roku) szkoła została ponownie otwarta, uczęszczało do niej dziewięcioro uczniów. W tej placówce pracowało jeszcze wielu młodych pasjonatów i działaczy-pedagogów. Uczył tam między innymi młody Gustaw Sajdok, absolwent Gimnazjum Pedagogicznego w Orłowej oraz Władysław Młynek. Z powodu bardzo małej liczby dzieci szkoła na Kamienitym została zamknięta w 1973 roku.